# Rasem al-Tahin
Rasem al-Tahin (tiếng Ả Rập: ngày hôm nay) là một ngôi làng Syria thuộc huyện Qatana của tỉnh Rif Dimashq. Theo Cục Thống kê Trung ương Syria (CBS), Rasem al-Tahin có dân số 455 trong cuộc điều tra dân số năm 2004.